# ビス(ジフェニルホスフィノ)メタン
ビス(ジフェニルホスフィノ)メタン（英語: bis(diphenylphosphino)methane, dppm）は、化学式が CH2(PPh2)2 で表される有機リン化合物である。白色の結晶性粉末で、無機化学や有機金属化学で配位子として使用される。金属と結合できるリン原子を2個含むので、より具体的にはキレート配位子である。その自然な配位挟角は73°である。

## 合成と反応性
dppmはまず、ナトリウムジフェニルホスフィド Ph2PNa とジクロロメタンの反応で合成された。
Ph3P + 2 Na → Ph2PNa + NaPh
2NaPPh2 + CH2Cl2 → Ph2PCH2PPh2 + 2 NaCl
dppm（と特にその錯体）のメチレン基 (CH2) は弱酸性である。配位子は酸化され、対応する酸化物や硫化物 CH2[P(E)Ph2]2 (E = O, S) を与える。これらの誘導体ではメチレン基はより酸性である。

## 錯体化学
キレート配位子としてのdppmは、構成成分 MP2C と四員環を作る。この配位子は五員環 M2P2C を特徴とする二金属錯体の形成を促進する。その例に、塩化パラジウム Pd2Cl2(dppm)2 がある。この錯体のPd中心の参加数はIである。
dppmはA-フレーム錯体として知られる錯体化合物群を形成する。

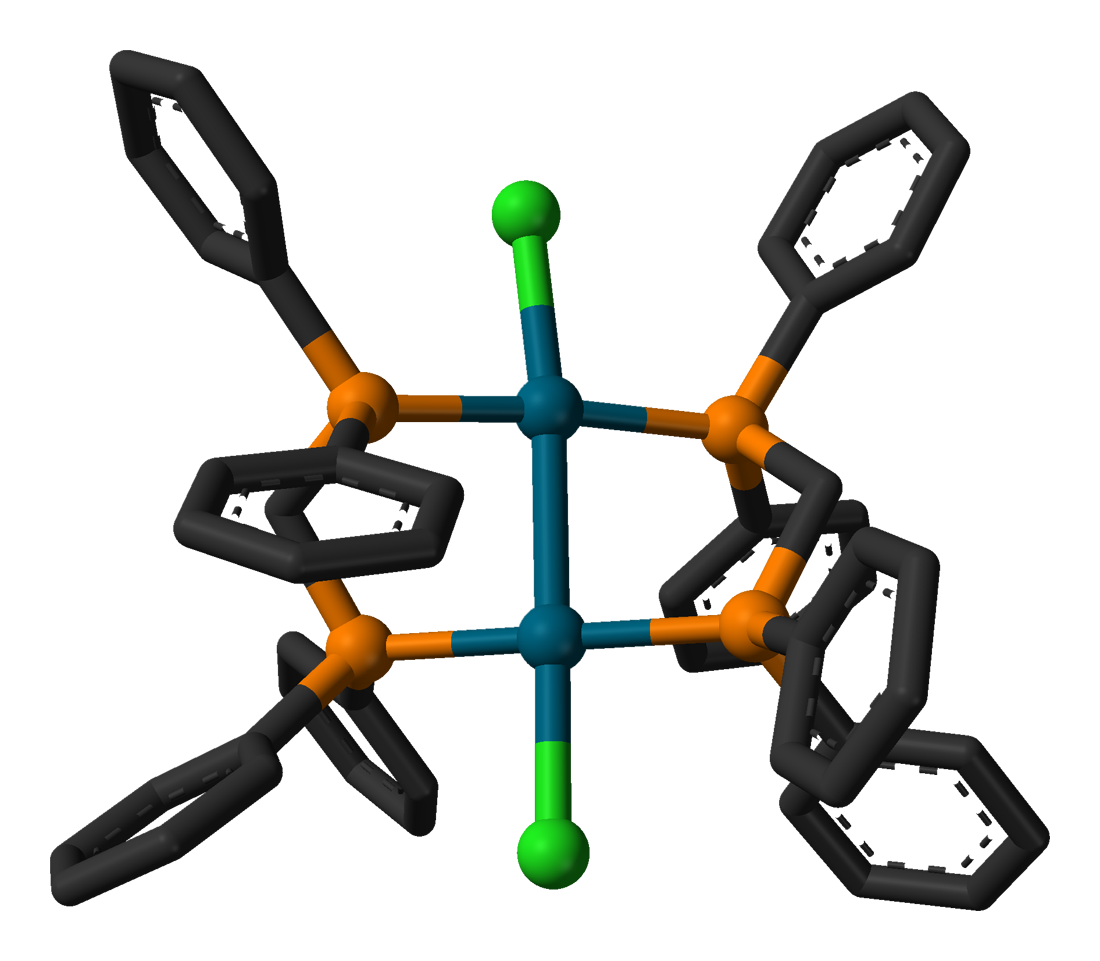
[Pd_{2}Cl_{2}(dppm)_{2}] の球棒モデル